# Armand Marchant
Armand Marchant, né le 14 décembre 1997 à Liège, est un skieur alpin belge.

## Biographie
En 2015, il prend une très bonne 3e place dans le slalom du Festival olympique de la jeunesse européenne à Malbun. L'année suivante en 2016, il réalise 2 tops-10 aux championnats du monde juniors de Sotchi dans le slalom et le combiné.
Le 11 décembre 2016, en prenant la 18e place du slalom de Val d'Isère, il devient le premier skieur belge à marquer des points en Coupe du monde.
Le 7 janvier 2017, il se fracture gravement le plateau tibial accompagné d’une rupture des ligaments croisés et du ménisque lors d'un entraînement à Adelboden. Fin 2019, après 7 opérations, il revient miraculeusement à la compétition presque 3 ans plus tard.
Le 5 janvier 2020, il réussit l'exploit de prendre la 5e place du slalom de Coupe du monde de Zagreb.
En 2021 aux championnats du monde de Cortina d'Ampezzo, il prend une bonne 10e place dans le slalom.
En décembre il réalise un second top-10 en coupe du monde, en se classant 7e du slalom de Val d'Isère. Il dispute ses premiers Jeux olympiques en février 2022 à Pékin. Il y prend la 21e place du slalom.
L'année suivante il participe à ses seconds championnats du monde à Courchevel et se classe 25e du slalom.
Fin janvier 2025, il obtient son 3e top-10 en coupe du monde avec une 10e place dans le slalom de Schladming. Avec 6 tops-15, il termine la saison à la 21e du classement de la coupe du monde de slalom.

## Palmarès

### Jeux olympiques
| Épreuve / Édition | Slalom |
| JO 2022 Pékin     | 21e    |

### Championnats du monde
| Édition / Epreuve                  | Descente | Super G | Slalom géant | Slalom  | Combiné | Parallèle | Team event |
| Mondiaux 2021 Cortina d'Ampezzo    | -        | Abandon | -            | 10e     | 15e     | -         | 15e        |
| Mondiaux 2023 Courchevel / Méribel |          |         |              | 25e     |         | 28e       | 12e        |
| Mondiaux 2025 Saalbach             |          |         |              | Abandon | -       | -         | -          |

### Coupe du monde
- Meilleur classement général : 55e en 2025 avec 153 points.
- Meilleur classement de slalom : 21e en 2025 avec 153 points.
- Meilleur classement de parallèle: 16e en 2022 avec 15 points.
- 73 épreuves disputées (à fin mars 2025) dont 11 tops-15 et 3 tops-10
- Meilleur résultat sur une épreuve de coupe du monde : 5e au slalom de Zagreb le 5 janvier 2020.

#### Classements
| Saison / Épreuve | Saison / Épreuve | Général | Général | Descente | Descente | Super G | Super G | Géant  | Géant  | Slalom | Slalom | Combiné | Combiné | Parallèle | Parallèle |
| ---------------- | ---------------- | ------- | ------- | -------- | -------- | ------- | ------- | ------ | ------ | ------ | ------ | ------- | ------- | --------- | --------- |
| Saison / Épreuve | Saison / Épreuve | Class.  | Points  | Class.   | Points   | Class.  | Points  | Class. | Points | Class. | Points | Class.  | Points  | Class.    | Points    |
| 2017             | 2017             | 129e    | 13      | -        | -        | -       | -       | -      | -      | 49e    | 13     | -       | -       | -         | -         |
| 2020             | 2020             | 87e     | 69      | -        | -        | -       | -       | -      | -      | 30e    | 69     | -       | -       | -         | -         |
| 2021             | 2021             | 109e    | 27      | -        | -        | -       | -       | -      | -      | 37e    | 27     | -       | -       | -         | -         |
| 2022             | 2022             | 76e     | 86      | -        | -        | -       | -       | -      | -      | 29e    | 71     | -       | -       | 16e       | 15        |
| 2023             | 2023             | 99e     | 46      | -        | -        | -       | -       | -      | -      | 33e    | 46     | -       | -       | -         | -         |
| 2024             | 2024             | 90e     | 48      | -        | -        | -       | -       | -      | -      | 30e    | 48     | -       | -       | -         | -         |
| 2025             | 2025             | 55e     | 153     | -        | -        | -       | -       | -      | -      | 21e    | 153    | -       | -       | -         | -         |

### Championnats du monde junior
| Épreuve / Édition    | Descente | Super G | Slalom géant | Slalom | Combiné |
| Mondiaux 2016 Sotchi | 45e      | 33e     | 23e          | 9e     | 8e      |

### Festival Olympique de la Jeunesse Européenne
| Épreuve / Édition | Slalom géant | Slalom  | Team event |
| FOJE 2015 Malbun  | Bronze       | Abandon | -          |